# Chapelle Saint-André de Chânes
La chapelle Saint-André de Chânes est située à Chânes sur la commune de Béligneux, dans le département de l'Ain, en France.
Elle est encore utilisée pour quelques rares cérémonies religieuses ; elle est en outre visitable durant les journées européennes du patrimoine.

## Présentation

### Historique
La chapelle de style roman date du XVe siècle. Elle est dédiée dès l'origine à saint André. Une léproserie aurait été implantée sur le lieu de sa construction. Celle-ci aurait dépendu de l'abbaye de Saint-Sulpice-en-Bugey près de Tenay : cette léproserie serait mentionnée dès 1176 (Hospitali de Chanao).
L'espace immédiatement proche de la chapelle est nommé Square Anaïs-Jaccard, le 27 novembre 2021 : Anaïs Jaccard fut une militante du patrimoine local qui fut particulièrement investie dans la protection de la chapelle.

### Bâti
Le bâti est relativement bas et étriqué (longueur : 20 mètres ; largeur :  7 mètres). Il est constitué d'une nef unique. Un petit narthex se situe sous le campanile dont la cloche est toujours visible. La charpente date du XVe siècle et ne semble pas avoir été renouvelée
La cloche de 55 kg date de 1835 et fut fondue par Burdin (Lyon).

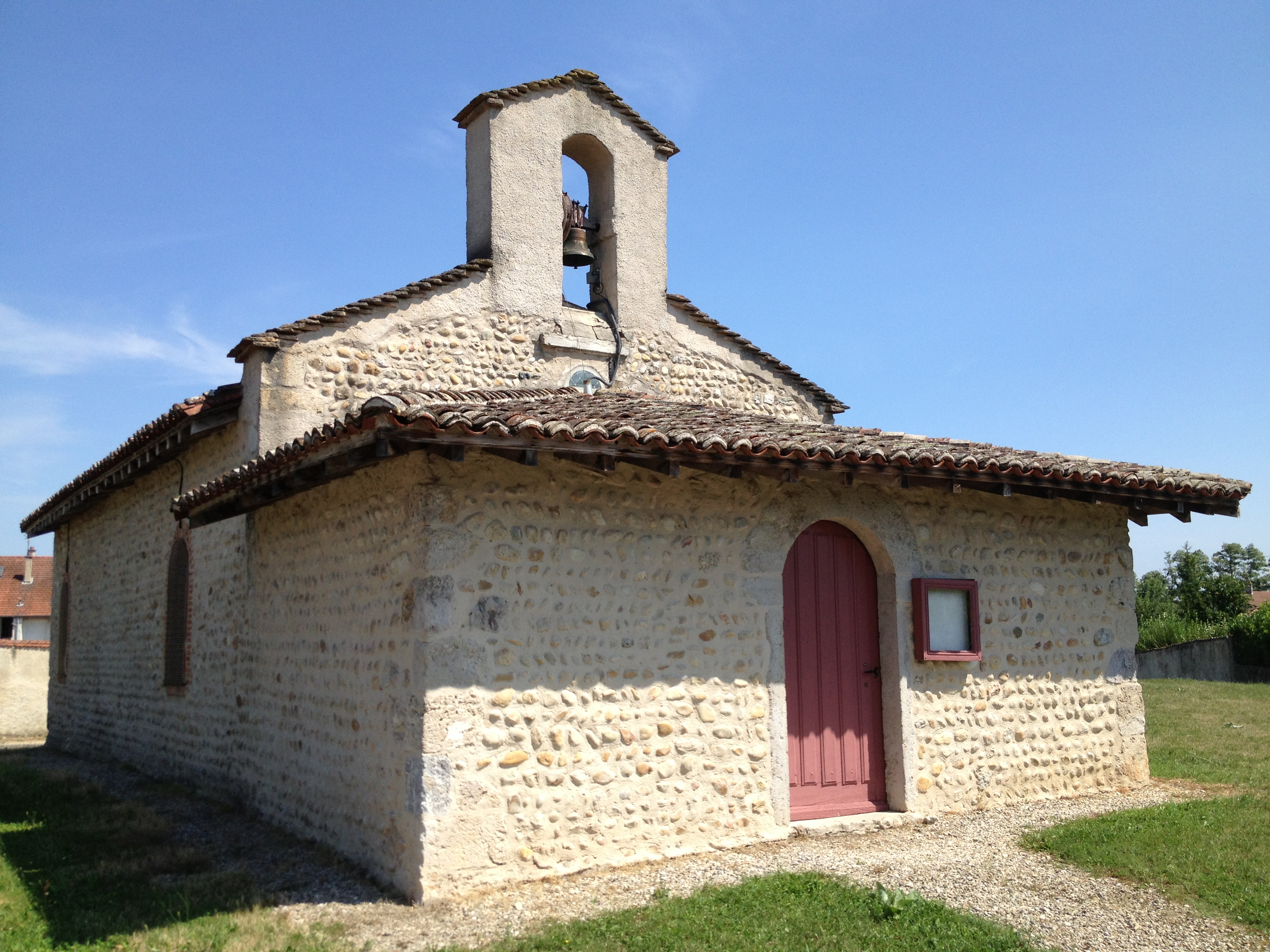
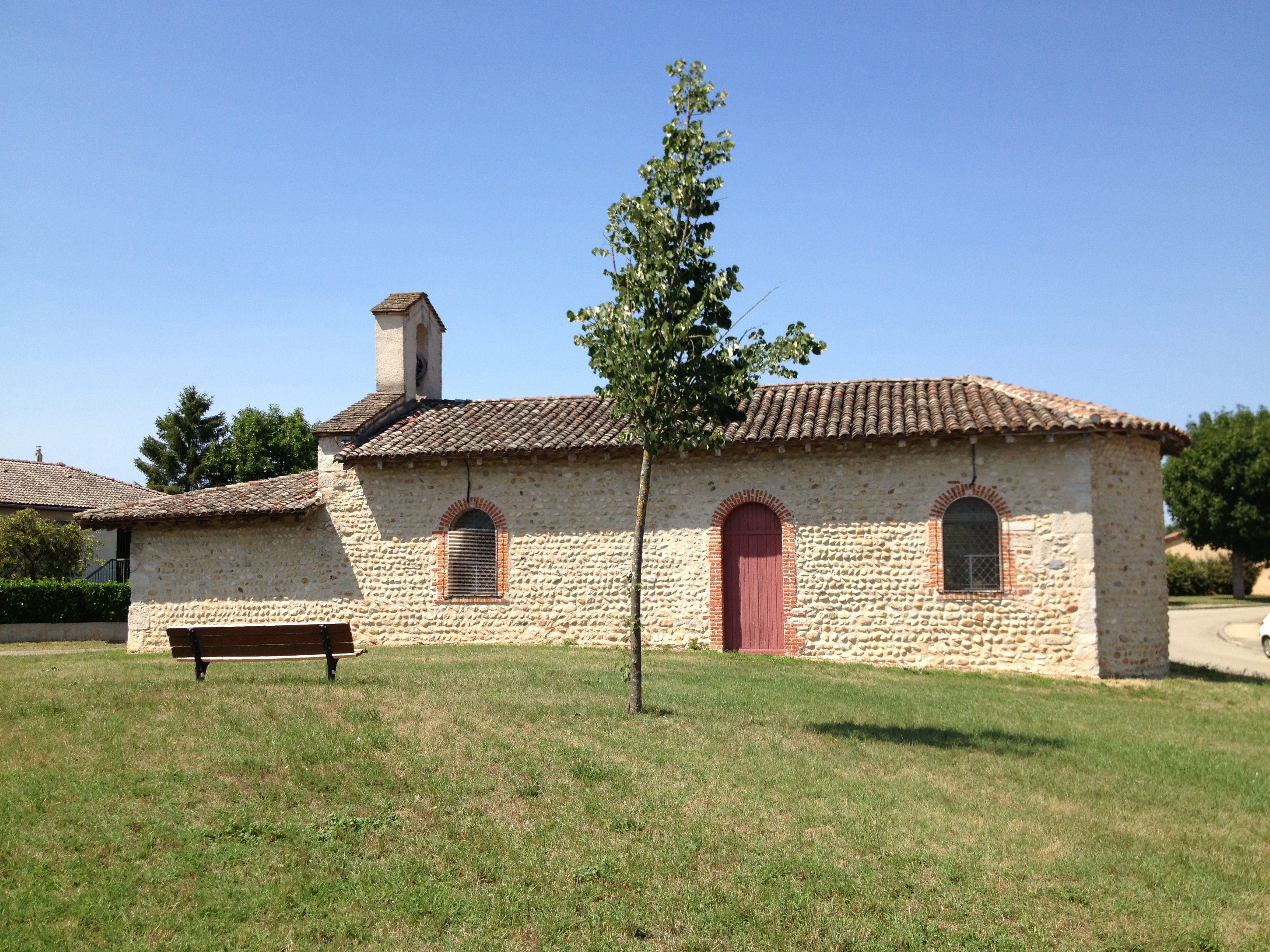
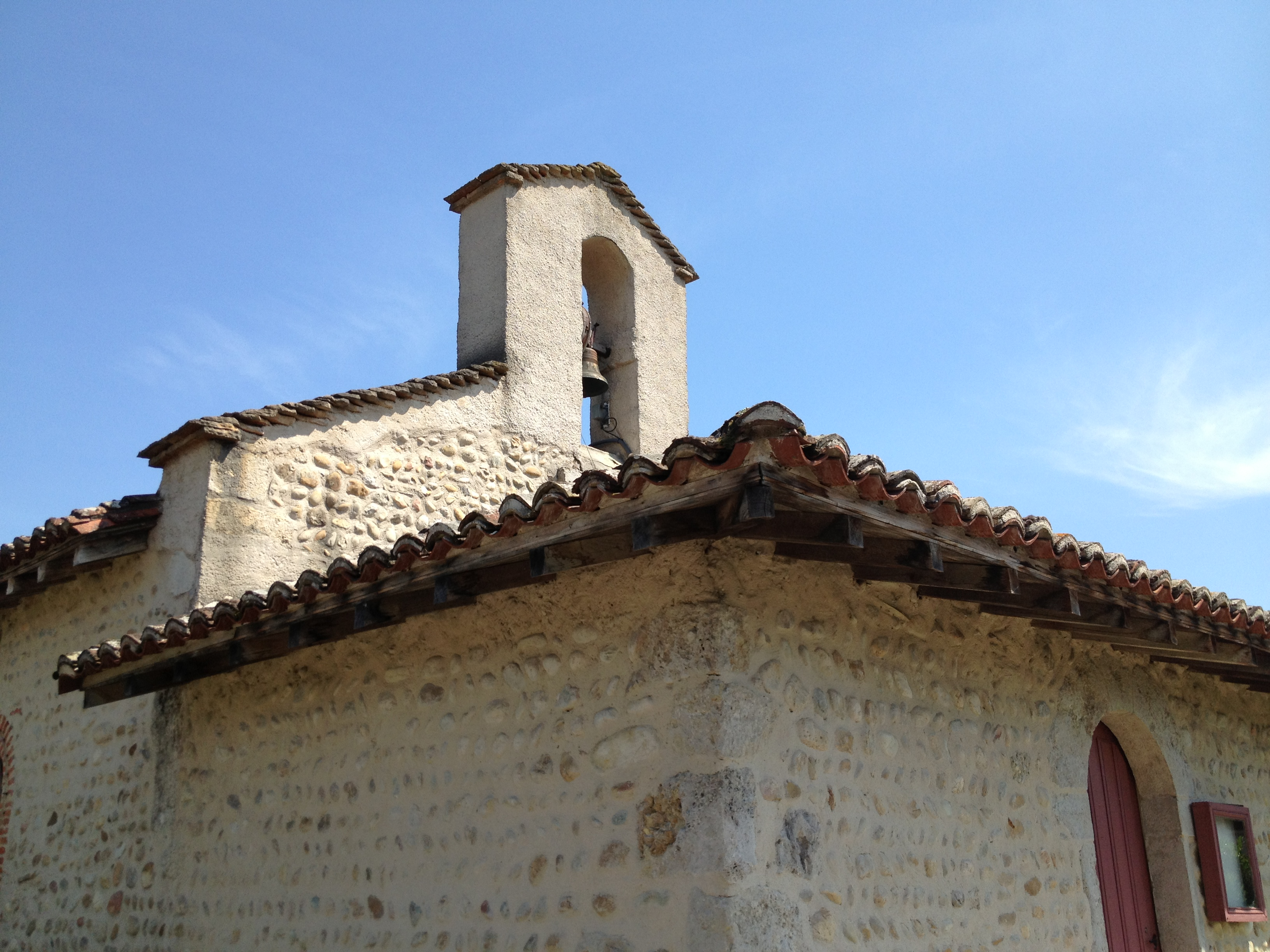

### Intérieur
On trouve à l'intérieur cinq croix de consécration. Lors de travaux de restauration, des fresques ont été mises au jour : elles représentent saint Antoine ou encore saint André. Est également visible, une sculpture d'un angelot tenant le blason savoyard.
La chapelle contient quelques éléments de mobiliers liturgiques. Les bancs de la chapelle étaient à l'origine ceux de l'église Saint-Pierre de Béligneux.